# Portu (firma)
Portu je on-line investiční platforma skupiny WOOD & Co., která je regulovaným obchodníkem ČNB na pražské burze. Platforma Portu je automatizovaný poskytovatel robotické správy financí, služba typu robo advisor. Peníze pod správou Portu investuje do portfolií převážně pasivně řízených burzovně obchodovaných cenných papírů ETF.

## Historie
Investiční platforma Portu vznikla v roce 2017 ve středoevropské investiční skupině WOOD & Company. Vedoucím projektu je Radim Krejčí. Na konci roku 2017 byla spuštěna testovací beta verze, která umožňovala investovat jen omezenému počtu klientů. Počátkem srpna 2018 došlo k ukončení testovací fáze a spuštění ostrého provozu.
Název Portu vznikl jako spojení slov portfolio a you. Sloganem je pak „portfolio for you“. Začátkem roku 2025 spravovalo Portu aktiva ve výši přes čtyřicet miliard korun.

## Popis
Platforma Portu je služba on-line správy majetku (tzv. wealth či asset management), prvním příkladem inovace označované jako robo advisory. Portu je založeno na hybridním robo-advisory systému. Jedná se o kombinaci algoritmické správy financí s tradiční formou osobního investičního poradenství zahrnující přítomnost lidských portfolio manažerů. Na základě on-line dotazníku je klientům algoritmicky vyhodnocen jejich investiční profil a následně jim je doporučeno vhodné portfolio odpovídající jejich investičnímu profilu, znalostem a zkušenostem i finančním cílům. Minimální výše investice činí 500 korun. Poplatek za službu je ve výši 1 % ročně z hodnoty spravovaného majetku,  klienti s vyšší hodnotou zainvestovaného majetku však mají poplatek snížený a díky dlouhodobé fixaci na 5 a více let může uživatel získat ještě dodatečnou slevu. Nejnižší poplatek je tak 0,24 % ročně. Poplatek Investiční rezervy je ve výši 0,25 % p.a. (nehledě na objem prostředků). Poplatky v rámci Dlouhodobého investičního produktu je 0,5 % p.a. pro Portfolia, Strategie a Crypto; 0,25 % p.a. pro Investiční rezervu. Investice na dětských účtech Portu spravuje za 0,25 % ročně.  O peníze se starají počítačové algoritmy, které udržují požadovanou strukturu portfolií a tím i rizikovost investice.
Kromě portfolia na míru, které je ideální pro začínající investory, nabízí Portu také další investiční produkty. Mezi ty patří Dětský účet nebo tzv. Investiční rezerva, pro konzervativnější zhodnocení financí. V nabídce jsou také produkty pro pokročilejší investory, kteří si mohou vytvořit vlastní strategii na míru, nebo skrze Portu Crypto investovat do kryptoměn.